# Hunasamaranahalli
Hunasamaranahalli är en ort i Indien.   Den ligger i distriktet Bangalore Urban och delstaten Karnataka, i den södra delen av landet, 1 700 km söder om huvudstaden New Delhi. Hunasamaranahalli ligger 925 meter över havet och antalet invånare är 7 384.
Terrängen runt Hunasamaranahalli är platt. Runt Hunasamaranahalli är det mycket tätbefolkat, med 1 313 invånare per kvadratkilometer. Närmaste större samhälle är Bangalore, 19,2 km söder om Hunasamaranahalli. Omgivningarna runt Hunasamaranahalli är en mosaik av jordbruksmark och naturlig växtlighet.